# Крістіне Алексанян
Крістіне Алексанян (вірм. Քրիստինե Ալեքսանյան; нар. 25 березня 1989, Єреван) — вірменська футболістка, захисник клубу «Житлобуд-1». Виступала за збірну Вірменії.

## Кар'єра
З дитинства захоплювалася грою у футбол. У складі єреванської команди «Міг» виграла чемпіонат Вірменії.
Будучи поміченою іноземними селекціонерами, отримала запрошення в ліванський «Хоменмен», клуб вірменських емігрантів. Срібний призер чемпіонату м. Бейрута.
Відігравши в Лівані кілька сезонів, перейшла в калуський «Нафтохімік». У його складі стала віце-чемпіонкою України і володарем Кубка України.
У 2012 році переїжджає в російську команду «Зірка-2005». У її складі в 2013 році стає віце-чемпіонкою Росії і володарем Кубка Росії. Причому Крістіне забиває вирішальний гол у додатковий час у фіналі у ворота ЦСП Ізмайлово. У 2014 році стає чемпіонкою Росії. Це дає Крістіне можливість зіграти в Лізі чемпіонів УЄФА. «Зірка-2005» дійшла до 1/4 фіналу, Крістіне грала в 3 іграх. У 2015 році «Зірка-2005» робить дубль.
C 2016 року грає в складі «Росіянки». В перший же сезон стає чемпіонкою Росії з новою командою.
З зими 2019 року Алексанян виступала за харківський «Житлобуд-1». У футболці харківської команди у чемпіонаті та Кубку України футболістка зіграла 47 матчів, в яких відзначилась 7 голами. Також на її рахунку 12 матчів у жіночій Лізі чемпіонів УЄФА.
В період коли через повномасштабне російське вторгнення харківська команда повністю пропускала один сезон в чемпіонаті, Алексанян виступала в складі «Кривбасу». 
В січні 2024 року  «Житлобуд-1»  оголосив про те, що знову підписав контракт з 34-річною Крістіне Алексанян .

## Досягнення
- Чемпіонат Вірменії з футболу серед жінок

 Чемпіон (1): 2007
- Чемпіонат України з футболу серед жінок

 Чемпіонка (2): 2019, 2021
- Кубок України з футболу серед жінок

 Володарка (2): 2012, 2019